# 1861 في روسيا
فيما يلي قوائم الأحداث التي وقعت خلال عام 1861 في روسيا.

## ظهور
- 1 يناير – مذلون مهانون رواية من تأليف فيودور دوستويفسكي.

## مواليد

### فبراير
- 12 فبراير – لو أندرياس سالومي

### نوفمبر
- 16 نوفمبر – أرفيد يارنيفلت قاضي فنلندي.

## وفيات

### نوفمبر
- 29 نوفمبر – نيكولاي دوبروليوبوف (مواليد 1836)